# Sulęczyno (gemeente)
De gemeente Sulęczyno is een landgemeente in het Poolse woiwodschap Pommeren, in powiat Kartuski.
De gemeente bestaat uit 9 administratieve plaatsen solectwo: Sulęczyno, Borek, Kistowo, Mściszewice, Podjazy, Sucha, Węsiory, Zdunowice, Żakowo
Overige plaatsen : Amalka, Bielawki, Borek Kamienny, Borowiec, Bukowa Góra, Chojna, Czarlino, Kistówko, Kłodno, Kołodzieje, Nowy Dwór, Ogonki, Opoka, Ostrowite, Ostrów-Mausz, Sulecki Borek, Widna Góra, Wydmuchowo, Zdunowice Małe, Zimna Góra.
De zetel van de gemeente is in Sulęczyno.
Op 30 juni 2004 telde de gemeente 4789 inwoners.

## Oppervlakte gegevens
In 2002 bedroeg de totale oppervlakte van gemeente Sulęczyno 131,31 km², waarvan:
- agrarisch gebied: 46%
- bossen: 36%

De gemeente beslaat 11,72% van de totale oppervlakte van de powiat.

## Demografie
Stand op 30 juni 2004:
| Omschrijving                   | Totaal | Totaal | Vrouwen | Vrouwen | Mannen | Mannen |
| ------------------------------ | ------ | ------ | ------- | ------- | ------ | ------ |
| eenheid                        | aantal | %      | aantal  | %       | aantal | %      |
| inwoners                       | 4789   | 100    | 2366    | 49,4    | 2423   | 50,6   |
| bevolkingsdichtheid (inw./km²) | 36,5   | 36,5   | 18      | 18      | 18,5   | 18,5   |

In 2002 bedroeg het gemiddelde inkomen per inwoner 1516,74 zł.

## Aangrenzende gemeenten
Kościerzyna, Lipusz, Parchowo, Sierakowice, Stężyca